# 福克德里弗 (新澤西州)
福克德里弗（英語：Forked River）是位於美國新澤西州海洋縣的普查規定居民點。

## 人口
根據2020年美國人口普查的數據，福克德里弗的面積為8.99平方千米，當中陸地面積為7.08平方千米，而水域面積為1.91平方千米。當地共有人口5274人，而人口密度為每平方千米586.65人。